# 제2비행연대 (핀란드)
제2비행연대(핀란드어: Lentorykmentti 2; LeR 2)는 제2차 세계 대전 당시 핀란드 공군의 전투기 연대이다.

## 전투서열
겨울전쟁
- 제22비행대대 (LLv.22) - 전투기
- 제24비행대대 (LLv.24) - 전투기
- 제26비행대대 (LLv.26) - 전투기
- 제28비행대대 (LLv.28) - 전투기

계속전쟁
- 연대본부중대
- 제16비행대대 (LLv.16) - 전투기
- 제12비행대대 (LLv.12) - 전투기
- 제26비행대대 (LLv.26) - 전투기
- 제28비행대대 (LLv.28) - 전투기
- 제25보충비행대대

지원부대
- 제3비행장중대 (3.Le.KenttäK)
- 제4비행장중대 (4.Le.KenttäK)

라플란드 전쟁
- 제14비행대대 (LLv.26) - 전투기
- 제26비행대대 (LLv.26) - 전투기
- 제28비행대대 (LLv.28) - 전투기

사용 기체는 포커 D.XXI, 모랑솔니에르 M.S.406, 브루스터 239 버팔로, 메서슈미트 Bf 109G, 브리스틀 불도그, 피아트 G.50 프레치아, 호커 허리케인 1형, 글로스터 SS.37 글래디에이터, 폴리카르포프 I-153, 포커 C.X, 웨스트랜드 라이샌더였다.